# 지역사회조직화
지역사회조직화(地域社會組織化), 또는 공동체 조직화(共同體組織化)는 서로 가까이 살거나 공통의 문제를 공유하는 사람들이 공동의 이익을 위해 행동하는 조직으로 함께 모이는 과정이다. 조직화의 주요 목적은 지역 사회의 이익을 위해 지역 사회 구성원들이 함께 모이는 조직적인 지역 민주주의를 발전시키는 것이다.

## 같이 보기
- 아스트로터핑
- 인문주의
- 정치기계